# Янг, Джейсон
Джейсон Эдвин Янг (англ. Jason Edwin Young; род. 27 мая 1981, Даллас) — американский легкоатлет, специалист по метанию диска. Выступал за сборную США по лёгкой атлетике в начале 2010-х годов, серебряный и бронзовый призёр национальных чемпионатов, участник летних Олимпийских игр в Лондоне.

## Биография
Джейсон Янг родился 27 мая 1981 года в Далласе, штат Техас.
Начал заниматься лёгкой атлетикой во время учёбы в старшей школе, метание диска сразу пришлось ему по душе, и в возрасте 17 лет он уже поставил себе цель выступить в этой дисциплине на Олимпийских играх.
Окончив школу в 1999 году, поступил в Техасский технологический университет — состоял в местной легкоатлетической команде «Ред Райдерс», неоднократно принимал участие в различных студенческих соревнованиях.
В 2002 году с результатом 55,74 одержал победу на первенстве NACAC среди спортсменов до 25 лет в Сан-Антонио.
В 2003 и 2004 годах на чемпионатах Национальной ассоциации студенческого спорта (NCAA) становился четвёртым и вторым соответственно.
За время учёбы в университете дважды получал статус всеамериканского спортсмена по лёгкой атлетике, до сих пор ему принадлежат несколько университетских рекордов в метательных дисциплинах.
Янг пытался пройти отбор на Олимпийские игры 2004 года в Афинах, но на национальном олимпийском отборочном турнире в Сакраменто занял лишь девятое место.
В апреле 2006 года на соревнованиях в Абилине показал достаточно высокий результат 67,86 метра, с которым стал вторым в национальном рейтинге и шестым в мировом.
Пропустив сезон 2007 года, в 2008 году вернулся с результатом 65,84 метра — занял второе место в своей стране и 15-е место в мире. Попасть на Олимпиду в Пекине не смог — на квалификационном турнире в Юджине вновь оказался девятым.
В марте 2010 года на домашнем турнире в Лаббоке установил свой личный рекорд в метании диска — 69,90 метра, а позднее на чемпионате США в Де-Мойне с результатом 61,15 завоевал серебряную медаль, уступив только Кейси Мэлоуну. Попав в состав американской национальной сборной, выступил на нескольких международных турнирах, в том числе занял пятое место на Континентальном кубке IAAF в Сплите (61,33).
На чемпионате США 2011 года в Юджине показал результат 63,81 и вновь стал вторым — на сей раз его обошёл Джарред Роум. Кроме того, в этом сезоне закрыл десятку сильнейших на чемпионате мира в Тэгу (63,20), был пятым на Панамериканских играх в Гвадалахаре (60,91).
В 2012 году на национальном олимпийском отборочном турнире в Юджине, который также имел статус чемпионата США по лёгкой атлетике, по итогам первого раунда с броском на 61,15 метра ненадолго выбился в лидеры, затем улучшал свой результат во втором, четвёртом и, наконец, шестом раундах — до 62,15 метра — с этим результатом расположился в итоговом протоколе соревнований на третьей строке позади Лэнса Брукса и Джарреда Роума. Выполнив ранее олимпийский квалификационный норматив (65,00), удостоился права защищать честь страны на летних Олимпийских играх в Лондоне — здесь на предварительном квалификационном этапе метнул диск на 62,18 метра, чего оказалось недостаточно для выхода в финал. По окончании лондонской Олимпиады Джейсон Янг завершил спортивную карьеру.
Помимо занятий спортом, занимал должность тренера по силовой подготовке в Техасском технологическом университете. Позднее работал персональным тренером в Лаббоке. Женился на университетской одноклубнице Меган Янг, есть сын Омо.